# Hans Heinrich Meinke
Hans Heinrich Meinke (* 25. Mai 1911 in Hamburg; † 15. September 1980 in München) war ein deutscher Elektroingenieur. Er war Professor am Institut für Hochfrequenztechnik der TH München (seit 1970 TU München). Im Nordgebäude dieser Universität wurde der Hörsaal N1190 nach ihm benannt. Er war der Vater von Peter Meinke.

## Werke
- Felder und Wellen in Hohlleitern. Oldenbourg, München 1949.
- Radar und elektronisches Rechnen zur Sicherung der Luftfahrt und der Schiffahrt. Oldenbourg, München 1960.
- Radar: physikalische Voraussetzungen und technische Anwendung. Reclam, Stuttgart 1962.
- mit Friedrich-Wilhelm Gundlach: Taschenbuch der Hochfrequenztechnik. Springer-Verlag, Berlin / Heidelberg, 1956 (Erste Auflage).
- Einführung in die Elektrotechnik höherer Frequenzen;
  - Bauelemente und Stromkreise. 1. Band.
  - Elektromagnetische Felder und Wellen. 2. Band.
- Die komplexe Berechnung von Wechselstromschaltungen. De Gruyter, Berlin 1971.
- Funktechnik : Funkgeräte, Antennen, Ortung, Wellenausbreitung. Vieweg, Braunschweig 1958.
- Meßgeräte und Meßverfahren für Dezimeterwellen. München ca. 1949.
- Die ultrakurzwellige Schwingungsanfachung mit dem Dynatron. Akademische Verlagsgesellschaft, Leipzig 1938.